# 大山川料金所
大山川料金所（おおやまがわりょうきんじょ）は、愛知県西春日井郡豊山町にある、名古屋高速道路11号小牧線の小牧方面の本線料金所である。

## 道路
- 名古屋高速11号小牧線

## 料金所施設

### 小牧北方面
- ブース数：5
  - ETC専用：2
  - 一般：2
    - うち左側のブースは自動精算機による対応

  - 閉鎖中：1

## 利用台数
名古屋市統計年鑑による利用台数の推移
| 2000年（平成12年）度 | 217786台  |  |
| 2001年（平成13年）度 | 4839198台 |  |
| 2002年（平成14年）度 | 7361106台 |  |
| 2003年（平成15年）度 | 8234415台 |  |
| 2004年（平成16年）度 | 8619657台 |  |
| 2005年（平成17年）度 | 8275130台 |  |
| 2006年（平成18年）度 | 8442299台 |  |
| 2007年（平成19年）度 | 7965580台 |  |
| 2008年（平成20年）度 | 6567045台 |  |
| 2009年（平成21年）度 | 6338756台 |  |
| 2010年（平成22年）度 | 6699143台 |  |
| 2011年（平成23年）度 | 6825781台 |  |
| 2012年（平成24年）度 | 7011366台 |  |
| 2013年（平成25年）度 | 7219911台 |  |

## 隣
名古屋高速11号小牧線
(1101,1111)豊山南出入口 - (1102)大山川料金所 - (1103,1113)豊山北出入口

## 備考
名称で使われている「大山川」とは、料金所近くの名古屋高速11号小牧線下を流れる川の事である。